# Prismatomeris memecyloides
Prismatomeris memecyloides är en måreväxtart som beskrevs av William Grant Craib. Prismatomeris memecyloides ingår i släktet Prismatomeris och familjen måreväxter. Inga underarter finns listade i Catalogue of Life.